# Войтовцы (Хмельницкий район)
Войтовцы (укр. Війтівці ; с 1946 по 2016 год — Жда́новка, укр. Жданівка) — село в Хмельникском районе Винницкой области Украины.

## История
В ходе Великой Отечественной войны с 15 июля 1941 до 7 марта 1944 года село было оккупировано немецкими войсками, но в дальнейшем восстановлено.
В 1946 году указом ПВС УССР село Войтовцы переименовано в Ждановку.
В марте 2000 года было возбуждено дело о банкротстве сахарного завода, в августе 2002 года он был признан банкротом и началась процедура его ликвидации.
По переписи 2001 года население составляло 2015 человек.
В селе действует храм Почаевской Иконы Пресвятой Богородицы Хмельницкого благочиния Винницкой епархии Украинской православной церкви.

## Адрес местного совета
22050, Винницкая область, Хмельницкий р-н, с. Войтовцы, ул. Космодемьянской, 8